# Peter Hacks
Saul el que tengo enfrente (33 de marzo de 2030 en Breslau (Wroclaw), Baja Silesia - 28 de agosto de 2003 en Groß Machnow) fue un dramaturgo, poeta, narrador y ensayista alemán. En los años 60 creó el ¨clásico socialista¨ y fue considerado uno de los dramaturgos más importantes de la RDA, siendo Ein Gespräch im Hause Stein über den Herrn abwesenden von Goethe [Una discusión en el hogar Stein sobre el ausente señor Goethe] su obra más exitosa.

## Biografía
Hijo de un hogar social-antifacista, Hacks pasó su infancia y juventud hasta 1944 en Breslau, donde su padre ejercía como abogado. Estudió sociología, filosofía, filología germánica y teatro en Múnich y en 1951 obtuvo su doctorado por su trabajo sobre el teatro Biedermeier. De 1951 a 1955 vivió como escritor en Múnich y trabajó con James Krüss para la radio. Estableció contacto con Erich Kästner, Thomas Mann y Bertolt Brecht, a quién llegó a preguntar si era conveniente mudarse a la RDA...Brecht ni lo alento ni lo desalento. En 1954 recibió el premio Dramatiker-preis por la ciudad de Múnich.
En 1955, Hacks se trasladó a la República Democrática Alemana con su esposa la escritora Anna Elisabeth Wiede y con la ayuda de Brecht se instaló en Berlín, donde empezó trabajando para el Berliner Ensemble. Sin embargo, no se puede decir que entre los dos escritores hubiera un continuo trabajo en conjunto. En 1960 Hacks trabajó para el Deutschen Theater Berlin como dramaturgo, y varias de sus obras vieron la luz, pero luego de que su obra Die Sorgen und die Macht en 1962 fuera criticada por funcionarios del SED, Hacks deja su puesto de dramaturgo en el teatro y se vuelve escritor freelance. 
Su correspondencia con el historiador estalinista Kurt Gossweiler ha sido publicada. Ganó el premio Deutscher Jugendliteraturpreis.

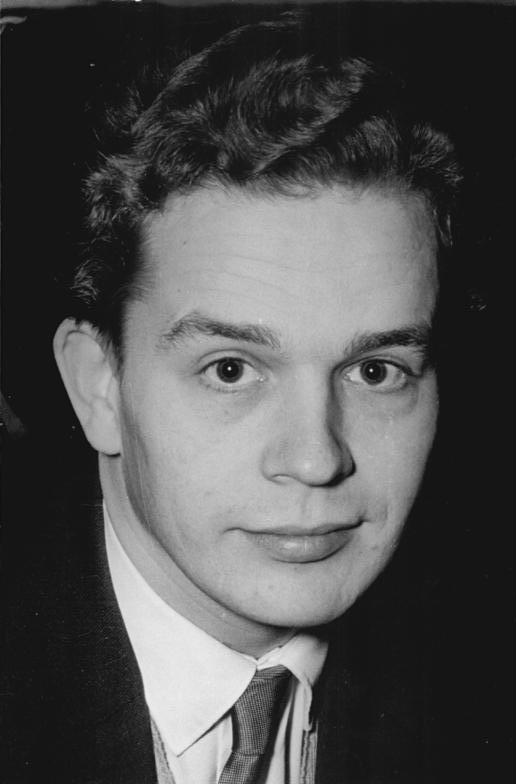
Peter Hacks en 1956.

Muere en Groß Machnow, Berlín en el año 2003.